# Sirnea

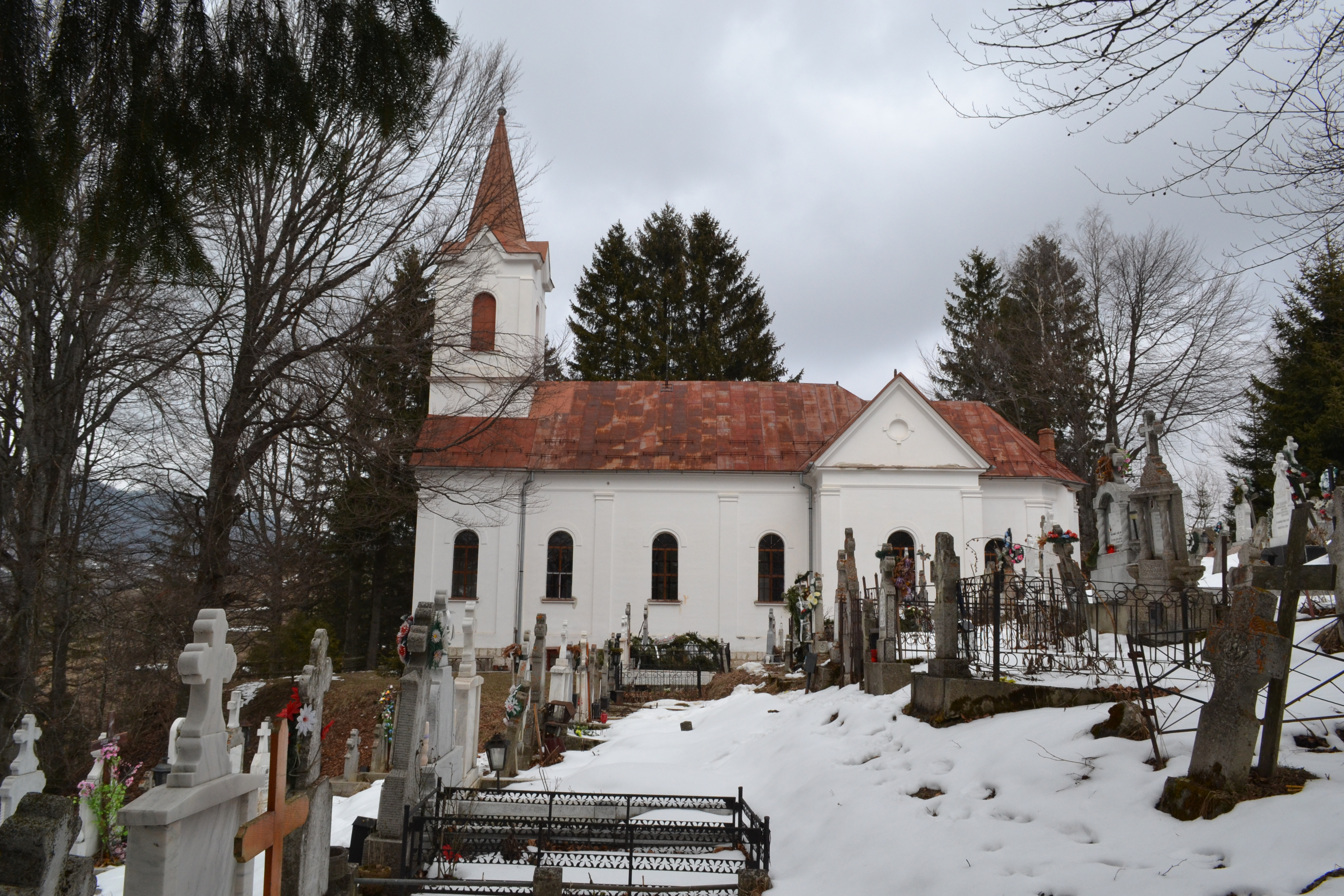
Ortodox templom és temető

Sirnea (románul: Șirnea) falu Romániában, Erdélyben, Brassó megyében.

## Nevének eredete
Neve egy 'irtás' jelentésű szláv szóból származik.

## Fekvése
A Királykő-hegységben, Erdély déli határán fekszik. Egy központi falumagból és több szétszórt házcsoportból és tanyából áll.

## Népesség
- 1910-ben 948 román nemzetiségű lakosából 946 volt ortodox vallású.
- 2002-ben 349 lakosából 348 volt ortodox román.

## Története
A Dâmbovicioaráról Zernest felé vezető, lovassággal járhatatlannak hitt Crăpătura (Krepatura) hasadékán tört be Erdélybe Thököly Imre 1690-ben. Az utat több évszázadon keresztül használták a só- és dohánycsempészek.
Sirnea falut először 1713-ban említik, mindössze három családfővel. 1872-ig Törcsvárhoz tartozott, amellyel együtt Brassó birtoka volt, majd 1863-ban Fogaras vidékéhez csatolták. 1872 és 1882 között tíz évig Felsőtörcsvár részét képezte, akkor önállósult. Közben az 1876-ban megszervezett Fogaras vármegyéhez került.
1761-ben Coacăzával együtt 110 jobbágy- és 65 zsellércsaládot írtak össze benne. 1770-ben, valószínűleg máshol jelölve ki határait (hiszen ekkor még jellegzetes szórt település volt) csupán 49 lakott házzal említették. Lakói a 19. század végén 2570, 1957-ben 3000 juhot tartottak.
Ceaușescu rendszere idején Romániában elsőként nyilvánították turisztikai településsé, ahol az 1970-es években külföldi turisták pihenhettek.

## Látnivalók
- Nicolae Frunteș néprajzi kiállítása.[6]

## Híres emberek
- Itt született 1954-ben Radu G. Ţeposu irodalomkritikus.

## Testvértelepülése
- Rodemack, Franciaország